# The Weathermen (Band)
The Weathermen ist eine US-amerikanische Hip-Hop-Gruppe aus New York City. Sie besteht aus den Rappern Aesop Rock, Yak Ballz, Cage, El-P, Breeze Brewin und Tame1. Frühere Mitglieder waren Copywrite, Camu Tao, Vast Aire, Jakki da Motamouth und Masai Bey.
Der Name The Weathermen (engl. für Die Wetterfrösche) ist eine Anlehnung an die linke Untergrundorganisation Weathermen, die in den USA in den 1960er und 1970er Jahren an Anschlägen auf Regierungsgebäude beteiligt waren.

## Geschichte
Die Gruppe formierte sich Ende der 1990er-Jahre in New York City als loser Zusammenschluss von gleichgesinnten Musikern. Die erste offizielle Veröffentlichung der Gruppe, das Lied Same as it Never Was, erschien 2001 auf dem Definitive-Jux-Label-Sampler Definitive Jux Presents II. Weitere zwei Lieder erschienen 2003 auf dem Sampler Eastern Conference All-Stars III des Labels Eastern Conference Records. Im selben Jahr veröffentlichten sie ein Mixtape mit dem Namen The Conspiracy über dasselbe Label.
2004 kam es zu einem Streit zwischen Cage auf der einen und Eastern Conference Records, Copywrite, Jakki da Motamouth und Masai Bey auf der anderen Seite, die daraufhin die Gruppe verließen und sich ihren Soloprojekten widmeten. The Weathermen veröffentlichten von da an nur noch über Definitive Jux. Als neues Mitglied wurde nach diesem Streit Aesop Rock, der auch schon vorher bei Definitive Jux unter Vertrag stand als neues Mitglied aufgenommen.
Immer wieder wurde in Pressetexten und Liedern der einzelnen Mitglieder die Veröffentlichung des Albums The New Left angekündigt, zu der es aber nie kam. Denn nach dem Tod Camu Taos im Mai 2008 wurde es still um die Gruppe und Mitglied Cage sagte, es werde kein neues Weathermen-Album mehr geben.
2008 erschien auf mehreren Blogs und Internetseiten das Mixtape Vampires. Ob es sich um ein offizielles Release handelt, ist fraglich, da widersprüchliche Aussagen der einzelnen Mitglieder zu dem Status des Tapes abgegeben wurden.

## Diskographie
- 2003: The Conspiracy (Eastern Conference Records)